# Холестерол
Холестерол је најраспрострањенији стерол у организму. У погледу хемијске структуре, холестерол као и сви стероли, садржи угљеников скелетон цикло-пентано-перхидро-фенантрена, са -OH групом на трећем C-атому, цис оријентисаном у односу –CH3 групу на C10-атому (изнад равни прстена), бочни низ од 8 C-атома. Холестерол има двоструку везу између C-атома 5 и 6. Холестерол биосинтетишу све животињских ћелије и представља суштинску структурну компоненту мембрана животињских ћелија.
Холестерол такође служи као прекурзор за биосинтезу стероидних хормона, жучне киселине и витамина Д. Холестерол је главни стерол који синтетишу све животиње. Код кичмењака, јетрене ћелије обично производе највеће количине. Он је одсутан код прокариота (бактерија и археја), мада постоје и неки изузеци, као што је Mycoplasma, којој је потребан холестерол за раст.
Франсоа Пулетје де ла Сал је први идентификовао холестерол у чврстом облику у камењу у жучној кеси 1769. године Међутим, тек је хемичар Мишел Ежен Шеврол именовао ово једињење као „холестерин”.

## Метаболизам холестерола
Поријекло холестерола у организму је двојако (ендогено и егзогено). Већина ћелија располаже могућношћу и синтетише холестерол, а други његов извор је храна којом се уноси.
Установљено је да око 2/3 холестерола настаје синтезом у организму (код одрасле особе око 800-900 mg на дан), а свега 1/3 се уноси храном. С обзиром на способност организма да га ствара у великим количинама, довољно је да се храном унесе око 150-300 mg на дан. Деци је потребна пропорционално већа количина, што је јасно када се има у виду његова значајна улога као структурног елемента свих ћелијских и унутар ћелијских мембрана.
Највећи дио холестерола настаје у јетри, а до његове синтезе може доћи и у слузокожи цријева и надбубрежним жлијездама. Одатле се путем крвотока транспортује до ћелија организма. Пошто је као и остали липиди нерастворљив у води, у крви се холестерол транспортује тако што се веже за протеине градећи липопротеине. Постоји више врста ових липопоротеина. Подијељени су према густини на:
- хиломикроне, који су највећег дијаметра а имају најмању густину (и највећи садржај триацилглицерола)
-, липопротеини врло мале густине
-, липопротеини интермедијерне (прелазне) густине
-, липопротеини мале густине
-, липопротеини велике густине.

Липопротеини са много липида имају и нижу густоћу.
У крви је холестерол присутан у слободном и естерификованом облику везан са једним молекулом масне киселине. Естерификација холестерола одиграва се у плазми под дејством ензима лецитин-холестерол-ацетилтрансферазе (ЛЦАТ) који се налази у крвној плазми. У плазми је приближно 75% укупног холестерола естерификовано најчешће полинезасићеном масном киселином, линолном киселином (55%). Код неких људи се ЛЦАТ ензим налази у врло малој количини што се назива ЛЦАТ-мањак. Код таквих болесника повишена је концентрација холестерола у крви.
Многе ћелије имају специфичне рецепторе (најчешће се ради о ApoB-100 рецептору) за липопротеине и пиноцитију их унутар ћелије гдје их разграђују лизозоми и при томе се ослобађа холестерол, па се тако ћелије снабдијевају холестеролом. Највећи дио слободног холестерола се налази у ткивима.
Елиминација холестерола из организма се врши преко жучи (конверзијом у холне киселине), перутањем коже, мала количина се губи са урином, док жене које доје губе нешто холестерола преко млијека.

## Улога у организму
Холестерол је неопходан саставни дио организма, потребан за нормално функционисање сваке ћелије. Структурни је елемент свих ћелијских и интраћелијских мембрана, а у одређеним органима има и посебне, специфичне улоге као што су:
- синтеза жучних киселина у хепатоцитима
- синтеза стероидних хормона у кори надбубрежних и полних жлијезда

### Посљедице повећаног присуства у организму
Штетно дјеловање се испољава тек када је у крви присутан у знатно већим концентрацијама од нормалних. Повећан унос холестерола храном утиче на вриједност његовог нивоа у крви. Доказано је да са сваких 100 mg повећаног уноса холестерола са храном, вриједност холестерола у крви одраслих расте за 0,25 mmol/l. Други фактори (генетички, ендокрини...) такође значајно могу утицати на нивое холестерола у крви.
1. Атеросклероза. Повећање LDL-а, а тиме и концентрације холестерола у крвној плазми, доводи до повишеног уласка естара холестерола у ћелије крвних судова, гдје долази до таложења естара холестерола што може да доведе до зачепљења крвних судова, смањења њихове природне еластичности, а у каснијим стадијумима, формирања тромба и инфаркта миокарда.
Значајна је не само укупна концентрација холестерола у крви, већ и однос његових дијелова у појединим липопротеинским фракцијама. Највећи његов дио у крви налази се у облику LDL-холестерола (око 70% укупног холестерола), а он има штетно, атерогено дјеловање. Мања фракција, HDL-холестерол, има заштитни ефекат у односу на процес атеросклерозе.
2. Каменац у жучној кеси. Приликом уклањања холестерола из организма слободни холестерол доспијева у жуч у којој је нерастворан. Он се у жучи инкорпорира у мицеле које чине лецитин и жучне соли. Ове мицеле се растварају у води тако да се холестерол без таложења преноси преко жучи у дуоденум.
Описане мицеле имају ограничени капацитет растварања холестерола. Код људи са каменцем у жучној кеси долази до формирања абнормалне жучи која постаје презасићена холестеролом. Под дјеловањем разних фактора, међу којима је инфекција, долази до таложења вишка холестерола у облику кристала. Ако се ти кристали брзо не излуче у цријево путем жучи, нарастају и формирају камење.
На ниво холестерола у крви утичу три елемента у исхрани:
1. садржај атерогених засићених масних киселина
2. садржај холестерола
3. прекомјерни енергетски унос, што доводи до гојазности, која је врло често праћена повишењем холестерола у крви.

Есенцијалне масне киселине утичу на регулисање количине холестерола у крви. Масти са већим садржајем есенцијалних масних киселина могу снизити количину холестерола у крви, као и храна која га садржи у малој количини.
Од фактора који снижавају холестерол у крви, најчешће је проучавана замјена неких засићених масних киселина у храни полинезасићеним масним киселинама. Природна уља која нарочито снижавају ниво холестерола у плазми су: уље кукурузне клице, сунцокрета, соје и кикирикија. Кокосово уље и млијечне масти подижу ниво холестерола у крви.